# Paul Lehmann (Fußballspieler, 2004)
Paul Lehmann (* 22. Juli 2004 in Dresden) ist ein deutscher Fußballspieler.

## Karriere

### Verein
Er begann mit dem Fußballspielen bei Dynamo Dresden und durchlief dort alle Jugendmannschaften. Für seinen Verein kam er zu fünf Spielen in der B-Junioren-Bundesliga und zehn Spielen in der A-Junioren-Bundesliga, bei denen ihm insgesamt zwei Tore gelangen. Im Sommer 2022 unterschrieb er bei seinem Verein seinen ersten Profivertrag und kam auch zu seinem ersten Einsatz im Profibereich in der 3. Liga, als er am 11. September 2022, dem 8. Spieltag, beim 1:0-Auswärtssieg gegen den MSV Duisburg in der 89. Spielminute für Stefan Kutschke eingewechselt wurde.
Im Januar 2024 wurde er für ein halbes Jahr an den FC Rot-Weiß Erfurt verliehen, für den er bis zum Saisonende 15 Spiele in der Regionalliga Nordost bestritt.
Für die Saison 2025/26 wechselt Lehmann leihweise zum SC Verl.

### Nationalmannschaft
Lehmann bestritt im Mai 2022 ein Spiel für die U18-Nationalmannschaft und im September 2022 zwei Spiele für die U19-Nationalmannschaft des DFB.